# Supportérisme de football en France
Le supporteurisme[réf. nécessaire] ou supportérisme de football en France est le fait de soutenir une équipe de football, de différentes manières, et d'encourager un club, dans un stade ou à l'extérieur.
La Ligue de football professionnel (LFP) est l'entité chargée de gérer les supporters en France et d'en organiser les déplacements.

## Histoire
Une Instance nationale du supportérisme (INS) a été créée en 2016 par la loi n°2016-564 du 10 mai 2016 renforçant le dialogue avec les supporters et la lutte contre le hooliganisme (ou loi Larrivé).